# Harmony (hrabstwo Rock)
Harmony – miasto w Stanach Zjednoczonych, w stanie Wisconsin, w hrabstwie Rock.